# Slingsby Aviation
La Slingsby Aviation è un'azienda aeronautica britannica con sede a Kirkbymoorside, North Yorkshire, Inghilterra.

## Storia

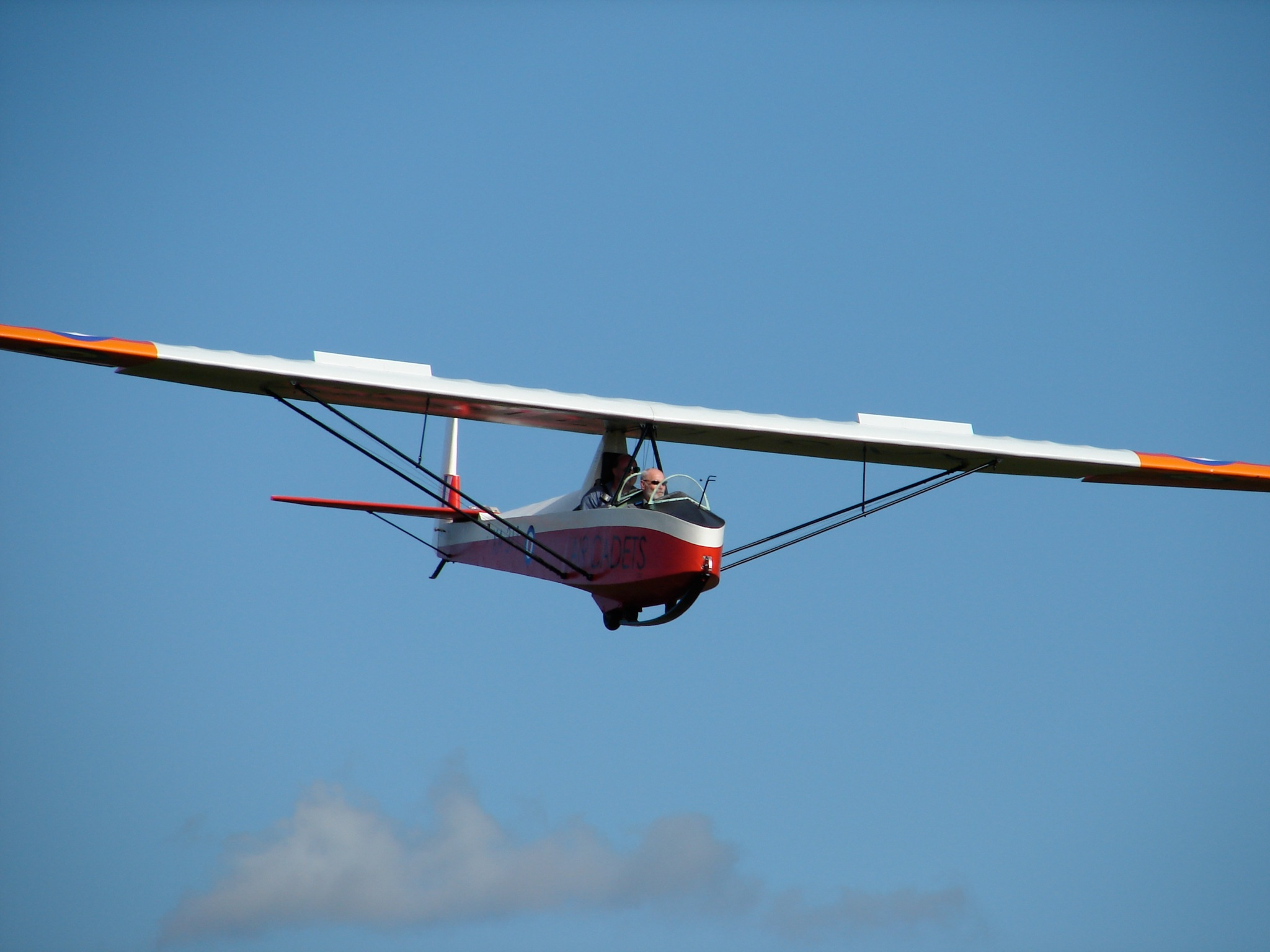
Slingsby T.31

La compagnia è stata fondata a Scarborough da Frederick Nicholas Slingsby, un pilota della RAF durante la prima guerra mondiale. Il primo aereo costruito dalla Slingsby è stato il Falke RRG che effettuò il primo volo nel 1931. Nel luglio 1939 in concomitanza con l'aumento della domanda di alianti, la società apri una nuova fabbrica a Welbur, appena fuori Kirkbymoorside e cambiò nome in Slingsby Sailplanes Ltd.
Durante la fine della guerra e successivamente, l'azienda produsse un gran numero di alianti da addestramento per l'Air Training Corps (ATC). Il suo più grande successo fu lo Sky, che ai Campionati del mondo di volo a vela del 1952 finì al primo, al terzo e quarto posto.
Dopo un rogo a un suo stabilimento la Slingsby entrò a far parte del Gruppo Vickers nel novembre 1969, inizialmente come Vickers-Slingsby Sailplanes Ltd, poi tornando al vecchio nome di Slingsby Sailplanes Ltd. L'ultimo aliante prodotto dalla Slingsby, è stato il Slingsby T.65 Vega, che cessò la produzione nel 1982. La società poi venne rinominata in Slingsby Engineering, ed entrò a far parte della holding British Underwater Engineering (UBE). Tra il 1982 e il 1995 la compagnia passò prima alla UBE poi alla ML holding nel 1993 e infine alla Cobham plc nel 1995.

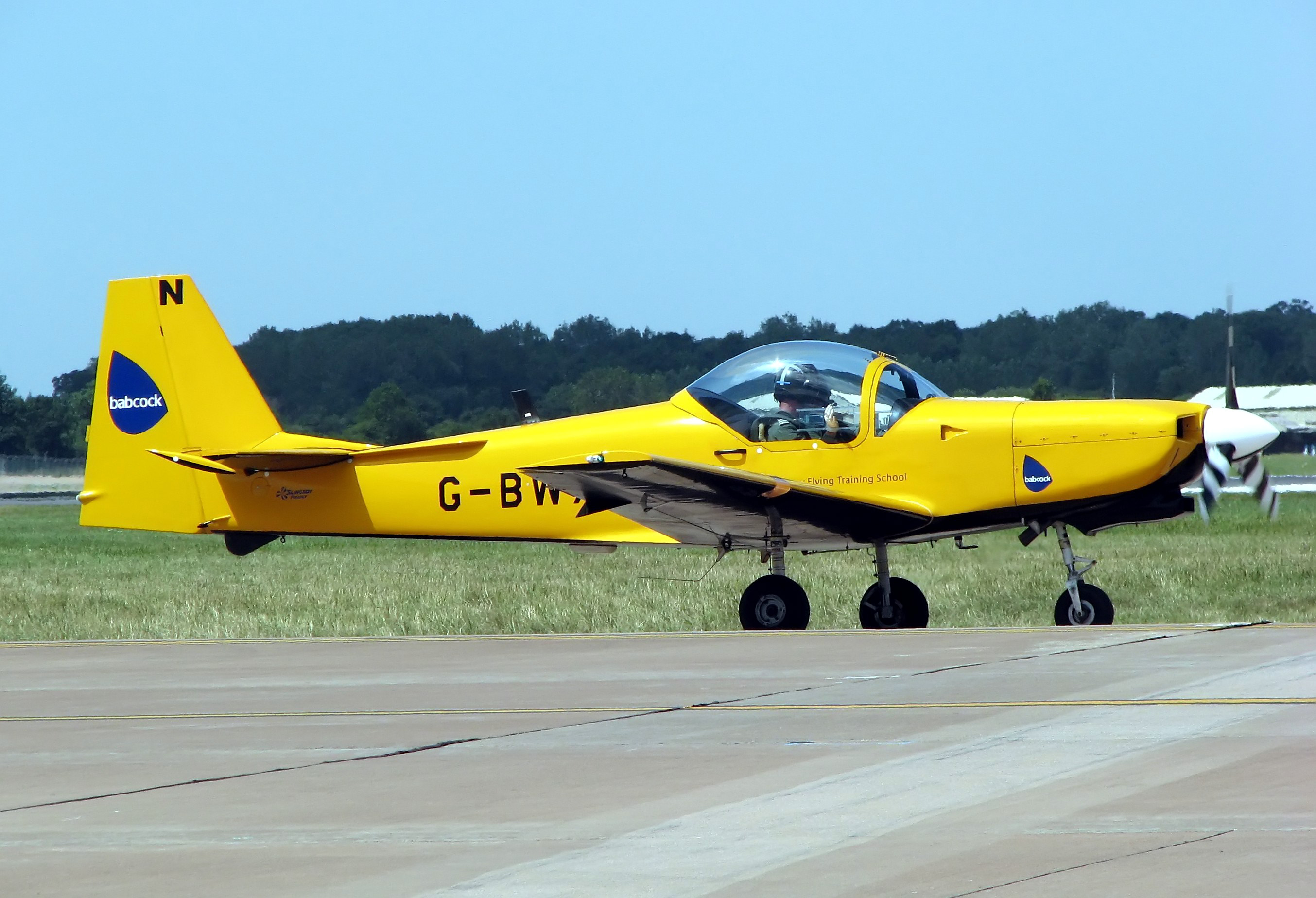
Slingsby Firefly T67M

Il 10 agosto 2006 il nome dell'azienda è stato nuovamente cambiato in Slingsby Advanced Composites e ha smesso di fare parte della Cobham plc. L'8 gennaio 2010 la società britannica Marshall Aerospace ha acquistato la Slingsby Advanced Composites Ltd, che attualmente opera come Marshall Slingsby Advanced Composites.
L'azienda progetta e produce strutture riguardanti l'industria aerospaziale e della difesa.

## Produzione

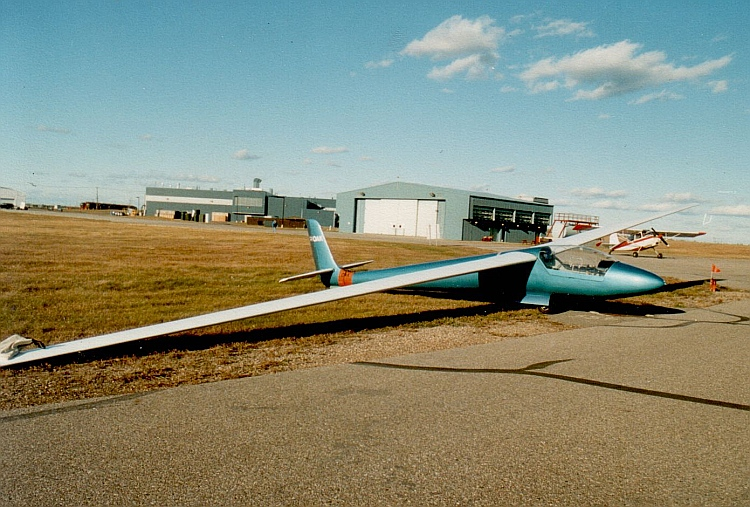
Slingsby Dart 17R

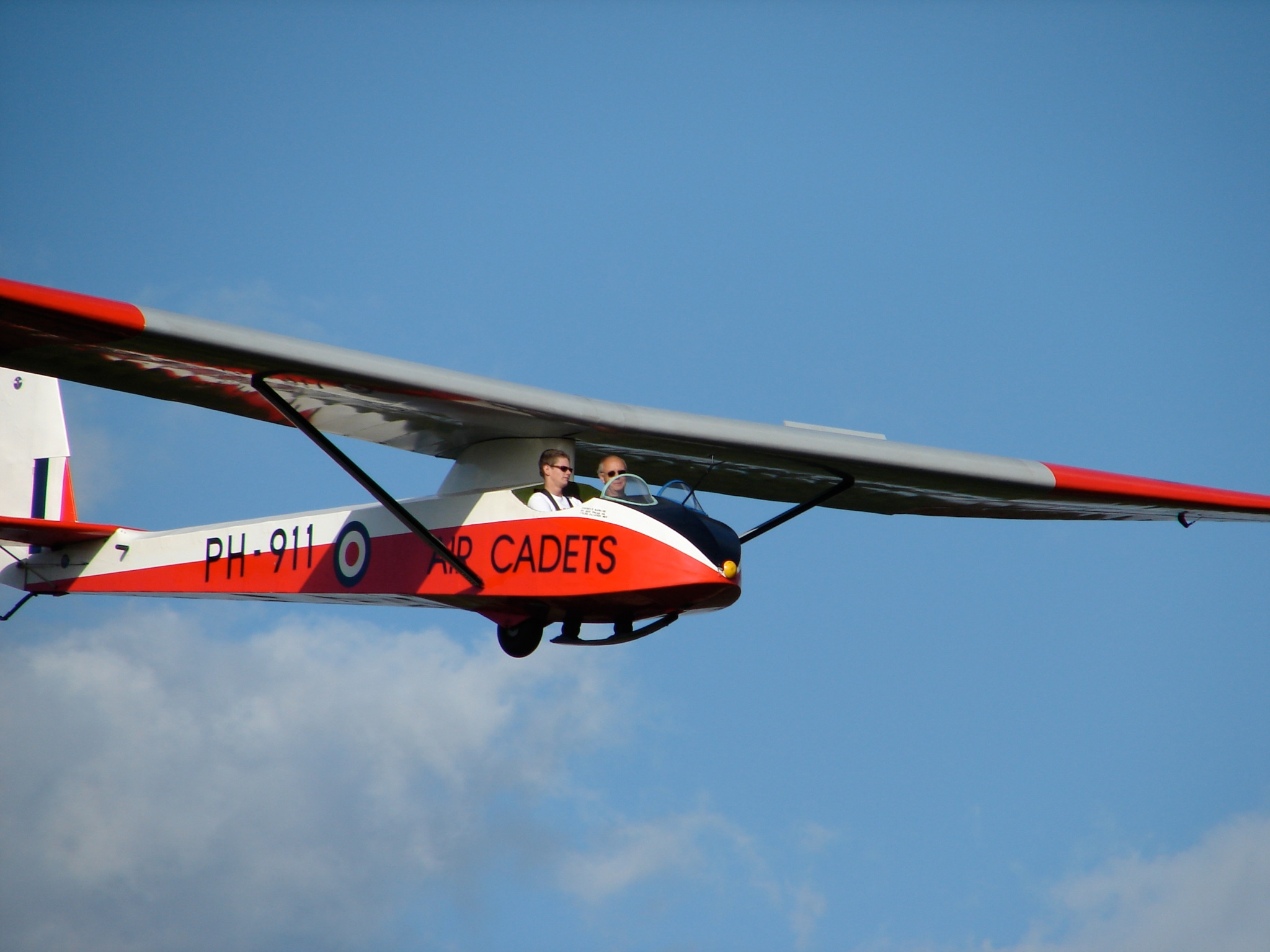
Slingsby T.21

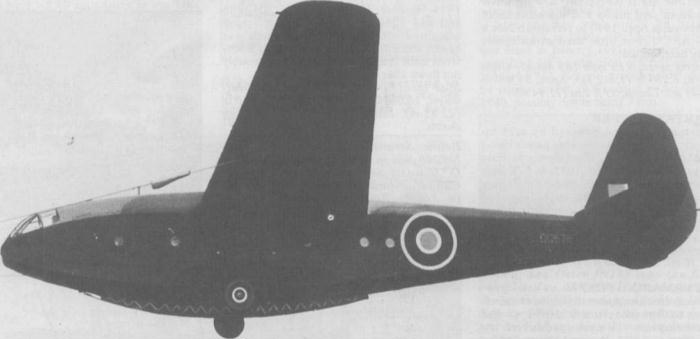
Slingsby Hengist

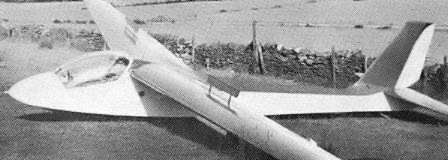
Slingsby Capstan

### Attuale
- Slingsby Capstan
- Slingsby Kirby Cadet
- Slingsby Tandem Tutor

### fuori produzione
- Slingsby Falke
- Slingsby Skylark 3
- Slingsby Petrel